# Награда Удружења телевизијских филмских критичара за најбољег глумца у комедији
Награда Удружења телевизијских филмских критичара за најбољег глумца у комедији (енгл. Critics' Choice Movie Award for Best Actor in a Comedy) једна је од награда коју од 2012. додељује „Удружење телевизијских филмских критичара“ најбољем глумцу у комедији из протекле године.

## 2010e
2012: Бредли Купер — У добру и у злу
- Џек Блек — Берни
- Пол Рад — Овако је са 40
- Ченинг Тејтум — На тајном задатку
- Марк Волберг — Меда

2013: Леонардо Дикаприо — Вук са Вол Стрита
- Кристијан Бејл — Америчка превара
- Џејмс Гандолфини — Све смо рекли
- Сајмон Пег — Свршетак света
- Сем Роквел — Лето за сећање

2014: Мајкл Китон — Човек птица
- Џон Фавро — Кувар
- Рејф Фајнс — Гранд Будапест хотел
- Бил Мари — Свети Винсент
- Крис Рок — Најбољих пет
- Ченинг Тејтум — На тајном задатку: Повратак на колеџ

2015: Кристијан Бејл – Опклада века 
- Стив Карел  – Опклада века
- Роберт де Ниро – Млађи референт
- Бил Хејдер – Хаос у најави
- Џејсон Стејтам – Шпијуни

2016: Рајан Ренолдс – Дедпул 
- Рајан Гозлинг  – Добри момци
- Хју Грант  – Неславно славна Флоренс
- Двејн Џонсон  – Обавештајци
- Виго Мортенсен  – Капетан Фантастични

2017: Џејмс Франко – Катастрофални уметник
- Стив Карел – Рат полова
- Крис Хемсворт – Тор: Рагнарок
- Кумаил Нанџијани – Моја љубавна прича
- Адам Сендлер – Приче породице Мејеровиц

2018: Кристијан Бејл – Човек из сенке
- Џејсон Бејтман – Ноћне игре
- Виго Мортенсен – Зелена књига
- Џон Рајли – Станлио и Олио
- Рајан Ренолдс – Дедпул 2
- Лакит Станфилд – Извини на сметњи